# Галибицы
Гали́бицы — деревня в Торопецком районе Тверской области. Относится к
Плоскошскому сельскому поселению, в 2006—2013 годы входила в состав Уваровского сельского поселения.
Расположена в 52 километрах к северо-западу от районного центра Торопец, на правом берегу реки Кунья. В 2 км — деревня Уварово.
Население по переписи 2002 года — 64 человека, 30 мужчин, 34 женщины.
В 1997 году — 38 хозяйств, 72 жителя, начальная школа.

## История
В Списке населенных мест Псковской губернии в Холмском уезде значятся: погост Галибицы (Голибецы), 8 дворов, 17 жителей, православная церковь, волостное правление Галибице-Немчиновской волости, 4 ярмарки; и усадьба Галибицы (Яхонтово, Косаренково) 2 двора, 5 жителей. Рядом с ними деревня Новая (Новое) — 3 двора, 25 жителей. После войны эти три населённых пункта объединены в деревню Галибицы.